# Doljan
Doljan – wieś w Chorwacji, w żupanii varażdińskiej, w gminie Sveti Ilija. W 2011 roku liczyła 409 mieszkańców.